# Versilia

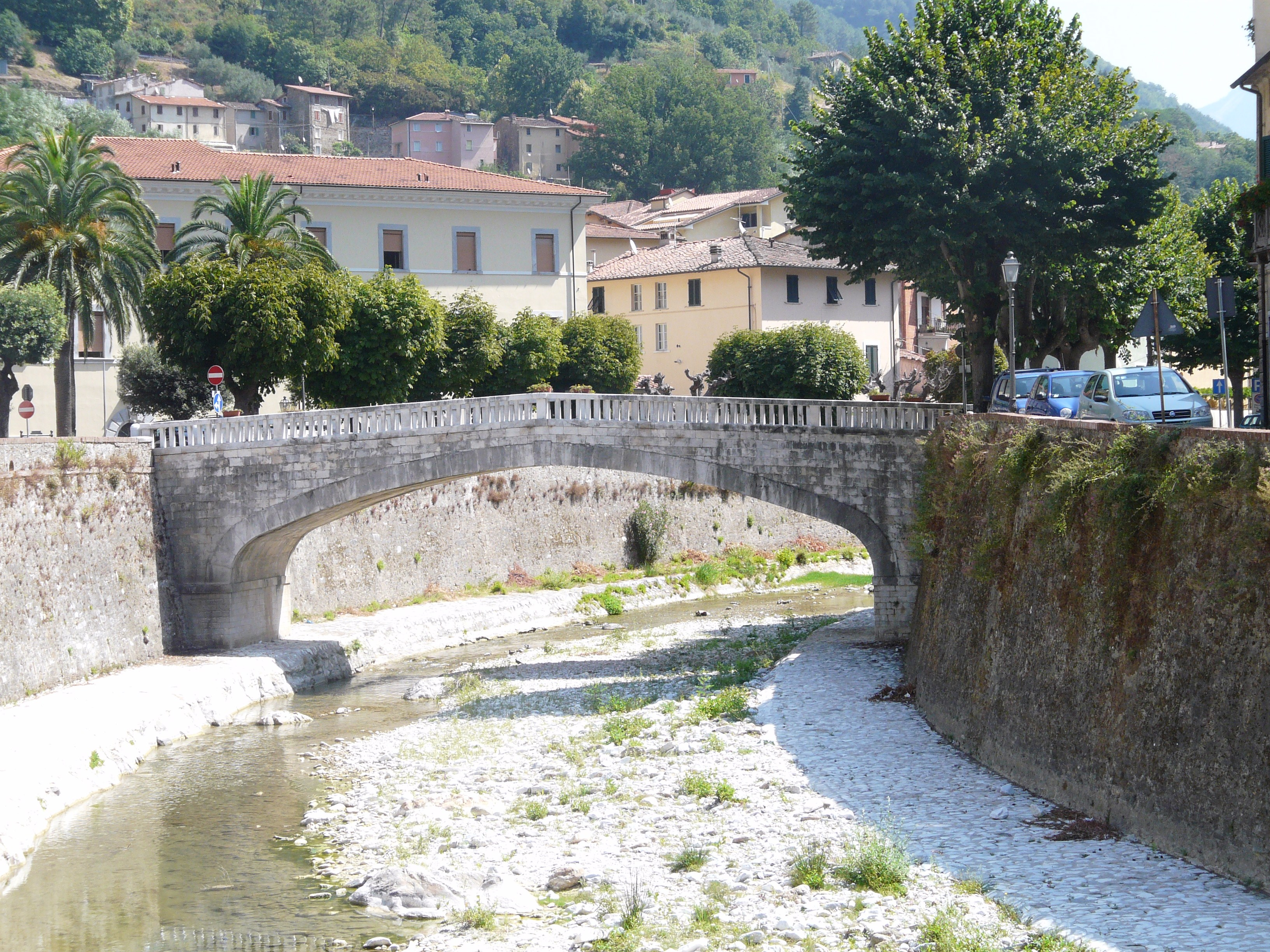
Der namensgebende Fluss Versilia in Seravezza

Die Versilia ist eine Küstenlandschaft in der nordwestlichen Toskana in den Provinzen Lucca und Massa-Carrara. Namensgebend ist der 12 km lange Fluss Versilia.

## Geografie

### "Versilia storica" und "Versilia turistica"
Die Versilia liegt zwischen dem Ligurischen Meer und den Apuanischen Alpen. Historisch wurde zunächst das Gebiet der Gemeinden Pietrasanta, Seravezza, Stazzema und Forte dei Marmi als Versilia bezeichnet. Heute schließt der Begriff Versilia das Becken von Camaiore und die Küstenebene bis nach Viareggio mit ein. Die sogenannte "erweiterte Versilia" ("Versilia turistica") reicht von Marina di Massa bis Viareggio und ist geprägt von einer etwa 30 Kilometer langen, touristisch erschlossenen Sandstrandküste, was aber mit der ursprünglichen Versilia nichts zu tun hat, denn nur die vier (oben genannten) Gemeinden, die vom Fluss Versilia oder von deren Zuflüssen Serra (ehemals Rio Magno) und Vezza (ehemals Rio Ruosina) benetzt werden, gehörten anfangs zur Versilia ("Versilia storica").

### "Alta Versilia"
Als "Alta Versilia" werden nur die Gemeinde Stazzema und die Dörfer und Weiler der Gemeinde Seravezza, die am Fuße oder in den Apuanischen Alpen liegen, bezeichnet.

### Straßen und Pilgerwege
Die Gegend wird von der historischen Via Francigena (Pilgerweg nach Rom) und der Via Aurelia durchquert. Zudem liegt die Gegend an der SS 1, die Pisa mit Genua verbindet.

## Beschreibung
Während die Küste früher an vielen Abschnitten sumpfig und kaum besiedelt war, ist sie heute von einer Reihe Seebädern geprägt, die z. T. seit dem 19. Jahrhundert besucht werden. Dort finden sich mondäne Villen und Hotelbauten, aber auch Pensionen und Ferienwohnungen. Die Gegend wird von italienischen und ausländischen Touristen besucht.
Das hügelige Hinterland steigt zu den nahen Apuanischen Alpen hin auf. Die früher vorherrschende Landwirtschaft mit Edelkastanien, Oliven- und Weinanbau, sowie Marmorabbau verliert gegenüber dem Tourismus sehr stark an Bedeutung, da viele private Häuser Touristen, die den Bergen vor der wärmeren und unruhigen Ebene den Vorzug geben, als mietbare Feriendomizile zur Verfügung stehen. Auch für Wanderer sehr gut geeignet.